# ال. هایسلر بال
ال. هایسلر بال (به انگلیسی: L. Heisler Ball) سناتور سابق عضو حزب جمهوری‌خواه ایالات متحده آمریکا بود. وی در سال ۱۹۰۳ تا ۱۹۰۵ و ۱۹۱۹ تا ۱۹۲۵ میلادی سناتور ایالت دلاویر در سنای ایالات متحده آمریکا بود.